# Френк Маршал
Френк Џејмс Маршал (енгл. Frank James Marshall; Њујорк, 10. август 1877 — Њујорк, 9. новембар 1944) је био амерички шаховски велемајстор. 

## Биографија
Рођен је 10. августа 1877. у Њујорку (Менхетн), САД. У својој осмој години сели се у Монтреал, Канада и тамо живи следећих 11 година.
Учио је шах од десете године од свог оца Алфреда. Брзо је напредовао и 1890. одлази у шаховски клуб „Монтреал“ и убрзо постаје водећи шахиста клуба.
Дана 13. новембра 1893. Штајниц, владајући светски шампион игра симултанку у Монтреалу. Маршал је изгубио партију са њим али је партија публикована у монтреалском магазину.

## Успеси на турнирима и мечевима
Његов међународни деби је у Паризу 1900. и заузимање четвртог места. 1904. побеђује у Кембриџ Спрингсу 1½ поена више од Ласкера. Ово је био први Ласкеров турнирски неуспех у протеклих 10 година! Маршал побеђује 1904. на шаховском шампионату САД, Хери Нелсон Пилсбури се није такмичио. 1906. Пилсбури умире, и Маршал не прима титулу шампиона САД све док није победио на такмичењу 1909. Био је шампион САД од 1909. док није отишао у пензију непоражен 1936.
1907. игра меч против Емануела Ласкера за титулу светског првака и губи 8 партија, ни једну није добио, уз 7 ремија.
1909. се сложио да игра меч са младим Кубанцем Хосеом Раулом Капабланком и на изненађење многих губи 8 партија, ремизира 14 и добија само једну партију.
Маршал је инсистирао да Капабланки буде дозвољено да игра на турниру у Сан Себастијану, 1911. Овај турнир је замишљен да буде један од најјачих турнира икада одржаних. Капабланка је био увршћен у турнирску листу, упркос протестима других играча. Овај несебичан гест још једном показује Маршалову љубав према шаху која је била изнад личног ега.
У Санкт Петербургу, 1914. Маршал је добио титулу велемајстора од руског цара Николаја II. Био је један од петоро људи који су имали ту титулу (Ласкер, Капабланка, Аљехин и Тараш.
1915. отвара Маршалов шаховски клуб у Њујорку који и данас постоји.
1930. Маршал је капитен тима САД који је освојио четири златне медаље на четвртој шаховској олимпијади. Америка никада није имала успешнији тим.
1936. је престао да игра на шампионату САД после 29 година доминације. Први турнир спонзорисан од Националне шаховске федерације САД је одржан у Њујорку. Маршалов шаховски клуб је додељивао трофеј и први победник је био Семјуел Решевски.
|   | a | b | c | d | e | f | g | h |   |
| 8 | a8 black rook · c8 black bishop · d8 black queen · f8 black rook · g8 black king · c7 black pawn · e7 black bishop · f7 black pawn · g7 black pawn · h7 black pawn · a6 black pawn · c6 black knight · f6 black knight · b5 black pawn · d5 black pawn · e5 black pawn · e4 white pawn · b3 white bishop · c3 white pawn · f3 white knight · a2 white pawn · b2 white pawn · d2 white pawn · f2 white pawn · g2 white pawn · h2 white pawn · a1 white rook · b1 white knight · c1 white bishop · d1 white queen · e1 white rook · g1 white king | a8 black rook · c8 black bishop · d8 black queen · f8 black rook · g8 black king · c7 black pawn · e7 black bishop · f7 black pawn · g7 black pawn · h7 black pawn · a6 black pawn · c6 black knight · f6 black knight · b5 black pawn · d5 black pawn · e5 black pawn · e4 white pawn · b3 white bishop · c3 white pawn · f3 white knight · a2 white pawn · b2 white pawn · d2 white pawn · f2 white pawn · g2 white pawn · h2 white pawn · a1 white rook · b1 white knight · c1 white bishop · d1 white queen · e1 white rook · g1 white king | a8 black rook · c8 black bishop · d8 black queen · f8 black rook · g8 black king · c7 black pawn · e7 black bishop · f7 black pawn · g7 black pawn · h7 black pawn · a6 black pawn · c6 black knight · f6 black knight · b5 black pawn · d5 black pawn · e5 black pawn · e4 white pawn · b3 white bishop · c3 white pawn · f3 white knight · a2 white pawn · b2 white pawn · d2 white pawn · f2 white pawn · g2 white pawn · h2 white pawn · a1 white rook · b1 white knight · c1 white bishop · d1 white queen · e1 white rook · g1 white king | a8 black rook · c8 black bishop · d8 black queen · f8 black rook · g8 black king · c7 black pawn · e7 black bishop · f7 black pawn · g7 black pawn · h7 black pawn · a6 black pawn · c6 black knight · f6 black knight · b5 black pawn · d5 black pawn · e5 black pawn · e4 white pawn · b3 white bishop · c3 white pawn · f3 white knight · a2 white pawn · b2 white pawn · d2 white pawn · f2 white pawn · g2 white pawn · h2 white pawn · a1 white rook · b1 white knight · c1 white bishop · d1 white queen · e1 white rook · g1 white king | a8 black rook · c8 black bishop · d8 black queen · f8 black rook · g8 black king · c7 black pawn · e7 black bishop · f7 black pawn · g7 black pawn · h7 black pawn · a6 black pawn · c6 black knight · f6 black knight · b5 black pawn · d5 black pawn · e5 black pawn · e4 white pawn · b3 white bishop · c3 white pawn · f3 white knight · a2 white pawn · b2 white pawn · d2 white pawn · f2 white pawn · g2 white pawn · h2 white pawn · a1 white rook · b1 white knight · c1 white bishop · d1 white queen · e1 white rook · g1 white king | a8 black rook · c8 black bishop · d8 black queen · f8 black rook · g8 black king · c7 black pawn · e7 black bishop · f7 black pawn · g7 black pawn · h7 black pawn · a6 black pawn · c6 black knight · f6 black knight · b5 black pawn · d5 black pawn · e5 black pawn · e4 white pawn · b3 white bishop · c3 white pawn · f3 white knight · a2 white pawn · b2 white pawn · d2 white pawn · f2 white pawn · g2 white pawn · h2 white pawn · a1 white rook · b1 white knight · c1 white bishop · d1 white queen · e1 white rook · g1 white king | a8 black rook · c8 black bishop · d8 black queen · f8 black rook · g8 black king · c7 black pawn · e7 black bishop · f7 black pawn · g7 black pawn · h7 black pawn · a6 black pawn · c6 black knight · f6 black knight · b5 black pawn · d5 black pawn · e5 black pawn · e4 white pawn · b3 white bishop · c3 white pawn · f3 white knight · a2 white pawn · b2 white pawn · d2 white pawn · f2 white pawn · g2 white pawn · h2 white pawn · a1 white rook · b1 white knight · c1 white bishop · d1 white queen · e1 white rook · g1 white king | a8 black rook · c8 black bishop · d8 black queen · f8 black rook · g8 black king · c7 black pawn · e7 black bishop · f7 black pawn · g7 black pawn · h7 black pawn · a6 black pawn · c6 black knight · f6 black knight · b5 black pawn · d5 black pawn · e5 black pawn · e4 white pawn · b3 white bishop · c3 white pawn · f3 white knight · a2 white pawn · b2 white pawn · d2 white pawn · f2 white pawn · g2 white pawn · h2 white pawn · a1 white rook · b1 white knight · c1 white bishop · d1 white queen · e1 white rook · g1 white king | 8 |
| 7 | a8 black rook · c8 black bishop · d8 black queen · f8 black rook · g8 black king · c7 black pawn · e7 black bishop · f7 black pawn · g7 black pawn · h7 black pawn · a6 black pawn · c6 black knight · f6 black knight · b5 black pawn · d5 black pawn · e5 black pawn · e4 white pawn · b3 white bishop · c3 white pawn · f3 white knight · a2 white pawn · b2 white pawn · d2 white pawn · f2 white pawn · g2 white pawn · h2 white pawn · a1 white rook · b1 white knight · c1 white bishop · d1 white queen · e1 white rook · g1 white king | a8 black rook · c8 black bishop · d8 black queen · f8 black rook · g8 black king · c7 black pawn · e7 black bishop · f7 black pawn · g7 black pawn · h7 black pawn · a6 black pawn · c6 black knight · f6 black knight · b5 black pawn · d5 black pawn · e5 black pawn · e4 white pawn · b3 white bishop · c3 white pawn · f3 white knight · a2 white pawn · b2 white pawn · d2 white pawn · f2 white pawn · g2 white pawn · h2 white pawn · a1 white rook · b1 white knight · c1 white bishop · d1 white queen · e1 white rook · g1 white king | a8 black rook · c8 black bishop · d8 black queen · f8 black rook · g8 black king · c7 black pawn · e7 black bishop · f7 black pawn · g7 black pawn · h7 black pawn · a6 black pawn · c6 black knight · f6 black knight · b5 black pawn · d5 black pawn · e5 black pawn · e4 white pawn · b3 white bishop · c3 white pawn · f3 white knight · a2 white pawn · b2 white pawn · d2 white pawn · f2 white pawn · g2 white pawn · h2 white pawn · a1 white rook · b1 white knight · c1 white bishop · d1 white queen · e1 white rook · g1 white king | a8 black rook · c8 black bishop · d8 black queen · f8 black rook · g8 black king · c7 black pawn · e7 black bishop · f7 black pawn · g7 black pawn · h7 black pawn · a6 black pawn · c6 black knight · f6 black knight · b5 black pawn · d5 black pawn · e5 black pawn · e4 white pawn · b3 white bishop · c3 white pawn · f3 white knight · a2 white pawn · b2 white pawn · d2 white pawn · f2 white pawn · g2 white pawn · h2 white pawn · a1 white rook · b1 white knight · c1 white bishop · d1 white queen · e1 white rook · g1 white king | a8 black rook · c8 black bishop · d8 black queen · f8 black rook · g8 black king · c7 black pawn · e7 black bishop · f7 black pawn · g7 black pawn · h7 black pawn · a6 black pawn · c6 black knight · f6 black knight · b5 black pawn · d5 black pawn · e5 black pawn · e4 white pawn · b3 white bishop · c3 white pawn · f3 white knight · a2 white pawn · b2 white pawn · d2 white pawn · f2 white pawn · g2 white pawn · h2 white pawn · a1 white rook · b1 white knight · c1 white bishop · d1 white queen · e1 white rook · g1 white king | a8 black rook · c8 black bishop · d8 black queen · f8 black rook · g8 black king · c7 black pawn · e7 black bishop · f7 black pawn · g7 black pawn · h7 black pawn · a6 black pawn · c6 black knight · f6 black knight · b5 black pawn · d5 black pawn · e5 black pawn · e4 white pawn · b3 white bishop · c3 white pawn · f3 white knight · a2 white pawn · b2 white pawn · d2 white pawn · f2 white pawn · g2 white pawn · h2 white pawn · a1 white rook · b1 white knight · c1 white bishop · d1 white queen · e1 white rook · g1 white king | a8 black rook · c8 black bishop · d8 black queen · f8 black rook · g8 black king · c7 black pawn · e7 black bishop · f7 black pawn · g7 black pawn · h7 black pawn · a6 black pawn · c6 black knight · f6 black knight · b5 black pawn · d5 black pawn · e5 black pawn · e4 white pawn · b3 white bishop · c3 white pawn · f3 white knight · a2 white pawn · b2 white pawn · d2 white pawn · f2 white pawn · g2 white pawn · h2 white pawn · a1 white rook · b1 white knight · c1 white bishop · d1 white queen · e1 white rook · g1 white king | a8 black rook · c8 black bishop · d8 black queen · f8 black rook · g8 black king · c7 black pawn · e7 black bishop · f7 black pawn · g7 black pawn · h7 black pawn · a6 black pawn · c6 black knight · f6 black knight · b5 black pawn · d5 black pawn · e5 black pawn · e4 white pawn · b3 white bishop · c3 white pawn · f3 white knight · a2 white pawn · b2 white pawn · d2 white pawn · f2 white pawn · g2 white pawn · h2 white pawn · a1 white rook · b1 white knight · c1 white bishop · d1 white queen · e1 white rook · g1 white king | 7 |
| 6 | a8 black rook · c8 black bishop · d8 black queen · f8 black rook · g8 black king · c7 black pawn · e7 black bishop · f7 black pawn · g7 black pawn · h7 black pawn · a6 black pawn · c6 black knight · f6 black knight · b5 black pawn · d5 black pawn · e5 black pawn · e4 white pawn · b3 white bishop · c3 white pawn · f3 white knight · a2 white pawn · b2 white pawn · d2 white pawn · f2 white pawn · g2 white pawn · h2 white pawn · a1 white rook · b1 white knight · c1 white bishop · d1 white queen · e1 white rook · g1 white king | a8 black rook · c8 black bishop · d8 black queen · f8 black rook · g8 black king · c7 black pawn · e7 black bishop · f7 black pawn · g7 black pawn · h7 black pawn · a6 black pawn · c6 black knight · f6 black knight · b5 black pawn · d5 black pawn · e5 black pawn · e4 white pawn · b3 white bishop · c3 white pawn · f3 white knight · a2 white pawn · b2 white pawn · d2 white pawn · f2 white pawn · g2 white pawn · h2 white pawn · a1 white rook · b1 white knight · c1 white bishop · d1 white queen · e1 white rook · g1 white king | a8 black rook · c8 black bishop · d8 black queen · f8 black rook · g8 black king · c7 black pawn · e7 black bishop · f7 black pawn · g7 black pawn · h7 black pawn · a6 black pawn · c6 black knight · f6 black knight · b5 black pawn · d5 black pawn · e5 black pawn · e4 white pawn · b3 white bishop · c3 white pawn · f3 white knight · a2 white pawn · b2 white pawn · d2 white pawn · f2 white pawn · g2 white pawn · h2 white pawn · a1 white rook · b1 white knight · c1 white bishop · d1 white queen · e1 white rook · g1 white king | a8 black rook · c8 black bishop · d8 black queen · f8 black rook · g8 black king · c7 black pawn · e7 black bishop · f7 black pawn · g7 black pawn · h7 black pawn · a6 black pawn · c6 black knight · f6 black knight · b5 black pawn · d5 black pawn · e5 black pawn · e4 white pawn · b3 white bishop · c3 white pawn · f3 white knight · a2 white pawn · b2 white pawn · d2 white pawn · f2 white pawn · g2 white pawn · h2 white pawn · a1 white rook · b1 white knight · c1 white bishop · d1 white queen · e1 white rook · g1 white king | a8 black rook · c8 black bishop · d8 black queen · f8 black rook · g8 black king · c7 black pawn · e7 black bishop · f7 black pawn · g7 black pawn · h7 black pawn · a6 black pawn · c6 black knight · f6 black knight · b5 black pawn · d5 black pawn · e5 black pawn · e4 white pawn · b3 white bishop · c3 white pawn · f3 white knight · a2 white pawn · b2 white pawn · d2 white pawn · f2 white pawn · g2 white pawn · h2 white pawn · a1 white rook · b1 white knight · c1 white bishop · d1 white queen · e1 white rook · g1 white king | a8 black rook · c8 black bishop · d8 black queen · f8 black rook · g8 black king · c7 black pawn · e7 black bishop · f7 black pawn · g7 black pawn · h7 black pawn · a6 black pawn · c6 black knight · f6 black knight · b5 black pawn · d5 black pawn · e5 black pawn · e4 white pawn · b3 white bishop · c3 white pawn · f3 white knight · a2 white pawn · b2 white pawn · d2 white pawn · f2 white pawn · g2 white pawn · h2 white pawn · a1 white rook · b1 white knight · c1 white bishop · d1 white queen · e1 white rook · g1 white king | a8 black rook · c8 black bishop · d8 black queen · f8 black rook · g8 black king · c7 black pawn · e7 black bishop · f7 black pawn · g7 black pawn · h7 black pawn · a6 black pawn · c6 black knight · f6 black knight · b5 black pawn · d5 black pawn · e5 black pawn · e4 white pawn · b3 white bishop · c3 white pawn · f3 white knight · a2 white pawn · b2 white pawn · d2 white pawn · f2 white pawn · g2 white pawn · h2 white pawn · a1 white rook · b1 white knight · c1 white bishop · d1 white queen · e1 white rook · g1 white king | a8 black rook · c8 black bishop · d8 black queen · f8 black rook · g8 black king · c7 black pawn · e7 black bishop · f7 black pawn · g7 black pawn · h7 black pawn · a6 black pawn · c6 black knight · f6 black knight · b5 black pawn · d5 black pawn · e5 black pawn · e4 white pawn · b3 white bishop · c3 white pawn · f3 white knight · a2 white pawn · b2 white pawn · d2 white pawn · f2 white pawn · g2 white pawn · h2 white pawn · a1 white rook · b1 white knight · c1 white bishop · d1 white queen · e1 white rook · g1 white king | 6 |
| 5 | a8 black rook · c8 black bishop · d8 black queen · f8 black rook · g8 black king · c7 black pawn · e7 black bishop · f7 black pawn · g7 black pawn · h7 black pawn · a6 black pawn · c6 black knight · f6 black knight · b5 black pawn · d5 black pawn · e5 black pawn · e4 white pawn · b3 white bishop · c3 white pawn · f3 white knight · a2 white pawn · b2 white pawn · d2 white pawn · f2 white pawn · g2 white pawn · h2 white pawn · a1 white rook · b1 white knight · c1 white bishop · d1 white queen · e1 white rook · g1 white king | a8 black rook · c8 black bishop · d8 black queen · f8 black rook · g8 black king · c7 black pawn · e7 black bishop · f7 black pawn · g7 black pawn · h7 black pawn · a6 black pawn · c6 black knight · f6 black knight · b5 black pawn · d5 black pawn · e5 black pawn · e4 white pawn · b3 white bishop · c3 white pawn · f3 white knight · a2 white pawn · b2 white pawn · d2 white pawn · f2 white pawn · g2 white pawn · h2 white pawn · a1 white rook · b1 white knight · c1 white bishop · d1 white queen · e1 white rook · g1 white king | a8 black rook · c8 black bishop · d8 black queen · f8 black rook · g8 black king · c7 black pawn · e7 black bishop · f7 black pawn · g7 black pawn · h7 black pawn · a6 black pawn · c6 black knight · f6 black knight · b5 black pawn · d5 black pawn · e5 black pawn · e4 white pawn · b3 white bishop · c3 white pawn · f3 white knight · a2 white pawn · b2 white pawn · d2 white pawn · f2 white pawn · g2 white pawn · h2 white pawn · a1 white rook · b1 white knight · c1 white bishop · d1 white queen · e1 white rook · g1 white king | a8 black rook · c8 black bishop · d8 black queen · f8 black rook · g8 black king · c7 black pawn · e7 black bishop · f7 black pawn · g7 black pawn · h7 black pawn · a6 black pawn · c6 black knight · f6 black knight · b5 black pawn · d5 black pawn · e5 black pawn · e4 white pawn · b3 white bishop · c3 white pawn · f3 white knight · a2 white pawn · b2 white pawn · d2 white pawn · f2 white pawn · g2 white pawn · h2 white pawn · a1 white rook · b1 white knight · c1 white bishop · d1 white queen · e1 white rook · g1 white king | a8 black rook · c8 black bishop · d8 black queen · f8 black rook · g8 black king · c7 black pawn · e7 black bishop · f7 black pawn · g7 black pawn · h7 black pawn · a6 black pawn · c6 black knight · f6 black knight · b5 black pawn · d5 black pawn · e5 black pawn · e4 white pawn · b3 white bishop · c3 white pawn · f3 white knight · a2 white pawn · b2 white pawn · d2 white pawn · f2 white pawn · g2 white pawn · h2 white pawn · a1 white rook · b1 white knight · c1 white bishop · d1 white queen · e1 white rook · g1 white king | a8 black rook · c8 black bishop · d8 black queen · f8 black rook · g8 black king · c7 black pawn · e7 black bishop · f7 black pawn · g7 black pawn · h7 black pawn · a6 black pawn · c6 black knight · f6 black knight · b5 black pawn · d5 black pawn · e5 black pawn · e4 white pawn · b3 white bishop · c3 white pawn · f3 white knight · a2 white pawn · b2 white pawn · d2 white pawn · f2 white pawn · g2 white pawn · h2 white pawn · a1 white rook · b1 white knight · c1 white bishop · d1 white queen · e1 white rook · g1 white king | a8 black rook · c8 black bishop · d8 black queen · f8 black rook · g8 black king · c7 black pawn · e7 black bishop · f7 black pawn · g7 black pawn · h7 black pawn · a6 black pawn · c6 black knight · f6 black knight · b5 black pawn · d5 black pawn · e5 black pawn · e4 white pawn · b3 white bishop · c3 white pawn · f3 white knight · a2 white pawn · b2 white pawn · d2 white pawn · f2 white pawn · g2 white pawn · h2 white pawn · a1 white rook · b1 white knight · c1 white bishop · d1 white queen · e1 white rook · g1 white king | a8 black rook · c8 black bishop · d8 black queen · f8 black rook · g8 black king · c7 black pawn · e7 black bishop · f7 black pawn · g7 black pawn · h7 black pawn · a6 black pawn · c6 black knight · f6 black knight · b5 black pawn · d5 black pawn · e5 black pawn · e4 white pawn · b3 white bishop · c3 white pawn · f3 white knight · a2 white pawn · b2 white pawn · d2 white pawn · f2 white pawn · g2 white pawn · h2 white pawn · a1 white rook · b1 white knight · c1 white bishop · d1 white queen · e1 white rook · g1 white king | 5 |
| 4 | a8 black rook · c8 black bishop · d8 black queen · f8 black rook · g8 black king · c7 black pawn · e7 black bishop · f7 black pawn · g7 black pawn · h7 black pawn · a6 black pawn · c6 black knight · f6 black knight · b5 black pawn · d5 black pawn · e5 black pawn · e4 white pawn · b3 white bishop · c3 white pawn · f3 white knight · a2 white pawn · b2 white pawn · d2 white pawn · f2 white pawn · g2 white pawn · h2 white pawn · a1 white rook · b1 white knight · c1 white bishop · d1 white queen · e1 white rook · g1 white king | a8 black rook · c8 black bishop · d8 black queen · f8 black rook · g8 black king · c7 black pawn · e7 black bishop · f7 black pawn · g7 black pawn · h7 black pawn · a6 black pawn · c6 black knight · f6 black knight · b5 black pawn · d5 black pawn · e5 black pawn · e4 white pawn · b3 white bishop · c3 white pawn · f3 white knight · a2 white pawn · b2 white pawn · d2 white pawn · f2 white pawn · g2 white pawn · h2 white pawn · a1 white rook · b1 white knight · c1 white bishop · d1 white queen · e1 white rook · g1 white king | a8 black rook · c8 black bishop · d8 black queen · f8 black rook · g8 black king · c7 black pawn · e7 black bishop · f7 black pawn · g7 black pawn · h7 black pawn · a6 black pawn · c6 black knight · f6 black knight · b5 black pawn · d5 black pawn · e5 black pawn · e4 white pawn · b3 white bishop · c3 white pawn · f3 white knight · a2 white pawn · b2 white pawn · d2 white pawn · f2 white pawn · g2 white pawn · h2 white pawn · a1 white rook · b1 white knight · c1 white bishop · d1 white queen · e1 white rook · g1 white king | a8 black rook · c8 black bishop · d8 black queen · f8 black rook · g8 black king · c7 black pawn · e7 black bishop · f7 black pawn · g7 black pawn · h7 black pawn · a6 black pawn · c6 black knight · f6 black knight · b5 black pawn · d5 black pawn · e5 black pawn · e4 white pawn · b3 white bishop · c3 white pawn · f3 white knight · a2 white pawn · b2 white pawn · d2 white pawn · f2 white pawn · g2 white pawn · h2 white pawn · a1 white rook · b1 white knight · c1 white bishop · d1 white queen · e1 white rook · g1 white king | a8 black rook · c8 black bishop · d8 black queen · f8 black rook · g8 black king · c7 black pawn · e7 black bishop · f7 black pawn · g7 black pawn · h7 black pawn · a6 black pawn · c6 black knight · f6 black knight · b5 black pawn · d5 black pawn · e5 black pawn · e4 white pawn · b3 white bishop · c3 white pawn · f3 white knight · a2 white pawn · b2 white pawn · d2 white pawn · f2 white pawn · g2 white pawn · h2 white pawn · a1 white rook · b1 white knight · c1 white bishop · d1 white queen · e1 white rook · g1 white king | a8 black rook · c8 black bishop · d8 black queen · f8 black rook · g8 black king · c7 black pawn · e7 black bishop · f7 black pawn · g7 black pawn · h7 black pawn · a6 black pawn · c6 black knight · f6 black knight · b5 black pawn · d5 black pawn · e5 black pawn · e4 white pawn · b3 white bishop · c3 white pawn · f3 white knight · a2 white pawn · b2 white pawn · d2 white pawn · f2 white pawn · g2 white pawn · h2 white pawn · a1 white rook · b1 white knight · c1 white bishop · d1 white queen · e1 white rook · g1 white king | a8 black rook · c8 black bishop · d8 black queen · f8 black rook · g8 black king · c7 black pawn · e7 black bishop · f7 black pawn · g7 black pawn · h7 black pawn · a6 black pawn · c6 black knight · f6 black knight · b5 black pawn · d5 black pawn · e5 black pawn · e4 white pawn · b3 white bishop · c3 white pawn · f3 white knight · a2 white pawn · b2 white pawn · d2 white pawn · f2 white pawn · g2 white pawn · h2 white pawn · a1 white rook · b1 white knight · c1 white bishop · d1 white queen · e1 white rook · g1 white king | a8 black rook · c8 black bishop · d8 black queen · f8 black rook · g8 black king · c7 black pawn · e7 black bishop · f7 black pawn · g7 black pawn · h7 black pawn · a6 black pawn · c6 black knight · f6 black knight · b5 black pawn · d5 black pawn · e5 black pawn · e4 white pawn · b3 white bishop · c3 white pawn · f3 white knight · a2 white pawn · b2 white pawn · d2 white pawn · f2 white pawn · g2 white pawn · h2 white pawn · a1 white rook · b1 white knight · c1 white bishop · d1 white queen · e1 white rook · g1 white king | 4 |
| 3 | a8 black rook · c8 black bishop · d8 black queen · f8 black rook · g8 black king · c7 black pawn · e7 black bishop · f7 black pawn · g7 black pawn · h7 black pawn · a6 black pawn · c6 black knight · f6 black knight · b5 black pawn · d5 black pawn · e5 black pawn · e4 white pawn · b3 white bishop · c3 white pawn · f3 white knight · a2 white pawn · b2 white pawn · d2 white pawn · f2 white pawn · g2 white pawn · h2 white pawn · a1 white rook · b1 white knight · c1 white bishop · d1 white queen · e1 white rook · g1 white king | a8 black rook · c8 black bishop · d8 black queen · f8 black rook · g8 black king · c7 black pawn · e7 black bishop · f7 black pawn · g7 black pawn · h7 black pawn · a6 black pawn · c6 black knight · f6 black knight · b5 black pawn · d5 black pawn · e5 black pawn · e4 white pawn · b3 white bishop · c3 white pawn · f3 white knight · a2 white pawn · b2 white pawn · d2 white pawn · f2 white pawn · g2 white pawn · h2 white pawn · a1 white rook · b1 white knight · c1 white bishop · d1 white queen · e1 white rook · g1 white king | a8 black rook · c8 black bishop · d8 black queen · f8 black rook · g8 black king · c7 black pawn · e7 black bishop · f7 black pawn · g7 black pawn · h7 black pawn · a6 black pawn · c6 black knight · f6 black knight · b5 black pawn · d5 black pawn · e5 black pawn · e4 white pawn · b3 white bishop · c3 white pawn · f3 white knight · a2 white pawn · b2 white pawn · d2 white pawn · f2 white pawn · g2 white pawn · h2 white pawn · a1 white rook · b1 white knight · c1 white bishop · d1 white queen · e1 white rook · g1 white king | a8 black rook · c8 black bishop · d8 black queen · f8 black rook · g8 black king · c7 black pawn · e7 black bishop · f7 black pawn · g7 black pawn · h7 black pawn · a6 black pawn · c6 black knight · f6 black knight · b5 black pawn · d5 black pawn · e5 black pawn · e4 white pawn · b3 white bishop · c3 white pawn · f3 white knight · a2 white pawn · b2 white pawn · d2 white pawn · f2 white pawn · g2 white pawn · h2 white pawn · a1 white rook · b1 white knight · c1 white bishop · d1 white queen · e1 white rook · g1 white king | a8 black rook · c8 black bishop · d8 black queen · f8 black rook · g8 black king · c7 black pawn · e7 black bishop · f7 black pawn · g7 black pawn · h7 black pawn · a6 black pawn · c6 black knight · f6 black knight · b5 black pawn · d5 black pawn · e5 black pawn · e4 white pawn · b3 white bishop · c3 white pawn · f3 white knight · a2 white pawn · b2 white pawn · d2 white pawn · f2 white pawn · g2 white pawn · h2 white pawn · a1 white rook · b1 white knight · c1 white bishop · d1 white queen · e1 white rook · g1 white king | a8 black rook · c8 black bishop · d8 black queen · f8 black rook · g8 black king · c7 black pawn · e7 black bishop · f7 black pawn · g7 black pawn · h7 black pawn · a6 black pawn · c6 black knight · f6 black knight · b5 black pawn · d5 black pawn · e5 black pawn · e4 white pawn · b3 white bishop · c3 white pawn · f3 white knight · a2 white pawn · b2 white pawn · d2 white pawn · f2 white pawn · g2 white pawn · h2 white pawn · a1 white rook · b1 white knight · c1 white bishop · d1 white queen · e1 white rook · g1 white king | a8 black rook · c8 black bishop · d8 black queen · f8 black rook · g8 black king · c7 black pawn · e7 black bishop · f7 black pawn · g7 black pawn · h7 black pawn · a6 black pawn · c6 black knight · f6 black knight · b5 black pawn · d5 black pawn · e5 black pawn · e4 white pawn · b3 white bishop · c3 white pawn · f3 white knight · a2 white pawn · b2 white pawn · d2 white pawn · f2 white pawn · g2 white pawn · h2 white pawn · a1 white rook · b1 white knight · c1 white bishop · d1 white queen · e1 white rook · g1 white king | a8 black rook · c8 black bishop · d8 black queen · f8 black rook · g8 black king · c7 black pawn · e7 black bishop · f7 black pawn · g7 black pawn · h7 black pawn · a6 black pawn · c6 black knight · f6 black knight · b5 black pawn · d5 black pawn · e5 black pawn · e4 white pawn · b3 white bishop · c3 white pawn · f3 white knight · a2 white pawn · b2 white pawn · d2 white pawn · f2 white pawn · g2 white pawn · h2 white pawn · a1 white rook · b1 white knight · c1 white bishop · d1 white queen · e1 white rook · g1 white king | 3 |
| 2 | a8 black rook · c8 black bishop · d8 black queen · f8 black rook · g8 black king · c7 black pawn · e7 black bishop · f7 black pawn · g7 black pawn · h7 black pawn · a6 black pawn · c6 black knight · f6 black knight · b5 black pawn · d5 black pawn · e5 black pawn · e4 white pawn · b3 white bishop · c3 white pawn · f3 white knight · a2 white pawn · b2 white pawn · d2 white pawn · f2 white pawn · g2 white pawn · h2 white pawn · a1 white rook · b1 white knight · c1 white bishop · d1 white queen · e1 white rook · g1 white king | a8 black rook · c8 black bishop · d8 black queen · f8 black rook · g8 black king · c7 black pawn · e7 black bishop · f7 black pawn · g7 black pawn · h7 black pawn · a6 black pawn · c6 black knight · f6 black knight · b5 black pawn · d5 black pawn · e5 black pawn · e4 white pawn · b3 white bishop · c3 white pawn · f3 white knight · a2 white pawn · b2 white pawn · d2 white pawn · f2 white pawn · g2 white pawn · h2 white pawn · a1 white rook · b1 white knight · c1 white bishop · d1 white queen · e1 white rook · g1 white king | a8 black rook · c8 black bishop · d8 black queen · f8 black rook · g8 black king · c7 black pawn · e7 black bishop · f7 black pawn · g7 black pawn · h7 black pawn · a6 black pawn · c6 black knight · f6 black knight · b5 black pawn · d5 black pawn · e5 black pawn · e4 white pawn · b3 white bishop · c3 white pawn · f3 white knight · a2 white pawn · b2 white pawn · d2 white pawn · f2 white pawn · g2 white pawn · h2 white pawn · a1 white rook · b1 white knight · c1 white bishop · d1 white queen · e1 white rook · g1 white king | a8 black rook · c8 black bishop · d8 black queen · f8 black rook · g8 black king · c7 black pawn · e7 black bishop · f7 black pawn · g7 black pawn · h7 black pawn · a6 black pawn · c6 black knight · f6 black knight · b5 black pawn · d5 black pawn · e5 black pawn · e4 white pawn · b3 white bishop · c3 white pawn · f3 white knight · a2 white pawn · b2 white pawn · d2 white pawn · f2 white pawn · g2 white pawn · h2 white pawn · a1 white rook · b1 white knight · c1 white bishop · d1 white queen · e1 white rook · g1 white king | a8 black rook · c8 black bishop · d8 black queen · f8 black rook · g8 black king · c7 black pawn · e7 black bishop · f7 black pawn · g7 black pawn · h7 black pawn · a6 black pawn · c6 black knight · f6 black knight · b5 black pawn · d5 black pawn · e5 black pawn · e4 white pawn · b3 white bishop · c3 white pawn · f3 white knight · a2 white pawn · b2 white pawn · d2 white pawn · f2 white pawn · g2 white pawn · h2 white pawn · a1 white rook · b1 white knight · c1 white bishop · d1 white queen · e1 white rook · g1 white king | a8 black rook · c8 black bishop · d8 black queen · f8 black rook · g8 black king · c7 black pawn · e7 black bishop · f7 black pawn · g7 black pawn · h7 black pawn · a6 black pawn · c6 black knight · f6 black knight · b5 black pawn · d5 black pawn · e5 black pawn · e4 white pawn · b3 white bishop · c3 white pawn · f3 white knight · a2 white pawn · b2 white pawn · d2 white pawn · f2 white pawn · g2 white pawn · h2 white pawn · a1 white rook · b1 white knight · c1 white bishop · d1 white queen · e1 white rook · g1 white king | a8 black rook · c8 black bishop · d8 black queen · f8 black rook · g8 black king · c7 black pawn · e7 black bishop · f7 black pawn · g7 black pawn · h7 black pawn · a6 black pawn · c6 black knight · f6 black knight · b5 black pawn · d5 black pawn · e5 black pawn · e4 white pawn · b3 white bishop · c3 white pawn · f3 white knight · a2 white pawn · b2 white pawn · d2 white pawn · f2 white pawn · g2 white pawn · h2 white pawn · a1 white rook · b1 white knight · c1 white bishop · d1 white queen · e1 white rook · g1 white king | a8 black rook · c8 black bishop · d8 black queen · f8 black rook · g8 black king · c7 black pawn · e7 black bishop · f7 black pawn · g7 black pawn · h7 black pawn · a6 black pawn · c6 black knight · f6 black knight · b5 black pawn · d5 black pawn · e5 black pawn · e4 white pawn · b3 white bishop · c3 white pawn · f3 white knight · a2 white pawn · b2 white pawn · d2 white pawn · f2 white pawn · g2 white pawn · h2 white pawn · a1 white rook · b1 white knight · c1 white bishop · d1 white queen · e1 white rook · g1 white king | 2 |
| 1 | a8 black rook · c8 black bishop · d8 black queen · f8 black rook · g8 black king · c7 black pawn · e7 black bishop · f7 black pawn · g7 black pawn · h7 black pawn · a6 black pawn · c6 black knight · f6 black knight · b5 black pawn · d5 black pawn · e5 black pawn · e4 white pawn · b3 white bishop · c3 white pawn · f3 white knight · a2 white pawn · b2 white pawn · d2 white pawn · f2 white pawn · g2 white pawn · h2 white pawn · a1 white rook · b1 white knight · c1 white bishop · d1 white queen · e1 white rook · g1 white king | a8 black rook · c8 black bishop · d8 black queen · f8 black rook · g8 black king · c7 black pawn · e7 black bishop · f7 black pawn · g7 black pawn · h7 black pawn · a6 black pawn · c6 black knight · f6 black knight · b5 black pawn · d5 black pawn · e5 black pawn · e4 white pawn · b3 white bishop · c3 white pawn · f3 white knight · a2 white pawn · b2 white pawn · d2 white pawn · f2 white pawn · g2 white pawn · h2 white pawn · a1 white rook · b1 white knight · c1 white bishop · d1 white queen · e1 white rook · g1 white king | a8 black rook · c8 black bishop · d8 black queen · f8 black rook · g8 black king · c7 black pawn · e7 black bishop · f7 black pawn · g7 black pawn · h7 black pawn · a6 black pawn · c6 black knight · f6 black knight · b5 black pawn · d5 black pawn · e5 black pawn · e4 white pawn · b3 white bishop · c3 white pawn · f3 white knight · a2 white pawn · b2 white pawn · d2 white pawn · f2 white pawn · g2 white pawn · h2 white pawn · a1 white rook · b1 white knight · c1 white bishop · d1 white queen · e1 white rook · g1 white king | a8 black rook · c8 black bishop · d8 black queen · f8 black rook · g8 black king · c7 black pawn · e7 black bishop · f7 black pawn · g7 black pawn · h7 black pawn · a6 black pawn · c6 black knight · f6 black knight · b5 black pawn · d5 black pawn · e5 black pawn · e4 white pawn · b3 white bishop · c3 white pawn · f3 white knight · a2 white pawn · b2 white pawn · d2 white pawn · f2 white pawn · g2 white pawn · h2 white pawn · a1 white rook · b1 white knight · c1 white bishop · d1 white queen · e1 white rook · g1 white king | a8 black rook · c8 black bishop · d8 black queen · f8 black rook · g8 black king · c7 black pawn · e7 black bishop · f7 black pawn · g7 black pawn · h7 black pawn · a6 black pawn · c6 black knight · f6 black knight · b5 black pawn · d5 black pawn · e5 black pawn · e4 white pawn · b3 white bishop · c3 white pawn · f3 white knight · a2 white pawn · b2 white pawn · d2 white pawn · f2 white pawn · g2 white pawn · h2 white pawn · a1 white rook · b1 white knight · c1 white bishop · d1 white queen · e1 white rook · g1 white king | a8 black rook · c8 black bishop · d8 black queen · f8 black rook · g8 black king · c7 black pawn · e7 black bishop · f7 black pawn · g7 black pawn · h7 black pawn · a6 black pawn · c6 black knight · f6 black knight · b5 black pawn · d5 black pawn · e5 black pawn · e4 white pawn · b3 white bishop · c3 white pawn · f3 white knight · a2 white pawn · b2 white pawn · d2 white pawn · f2 white pawn · g2 white pawn · h2 white pawn · a1 white rook · b1 white knight · c1 white bishop · d1 white queen · e1 white rook · g1 white king | a8 black rook · c8 black bishop · d8 black queen · f8 black rook · g8 black king · c7 black pawn · e7 black bishop · f7 black pawn · g7 black pawn · h7 black pawn · a6 black pawn · c6 black knight · f6 black knight · b5 black pawn · d5 black pawn · e5 black pawn · e4 white pawn · b3 white bishop · c3 white pawn · f3 white knight · a2 white pawn · b2 white pawn · d2 white pawn · f2 white pawn · g2 white pawn · h2 white pawn · a1 white rook · b1 white knight · c1 white bishop · d1 white queen · e1 white rook · g1 white king | a8 black rook · c8 black bishop · d8 black queen · f8 black rook · g8 black king · c7 black pawn · e7 black bishop · f7 black pawn · g7 black pawn · h7 black pawn · a6 black pawn · c6 black knight · f6 black knight · b5 black pawn · d5 black pawn · e5 black pawn · e4 white pawn · b3 white bishop · c3 white pawn · f3 white knight · a2 white pawn · b2 white pawn · d2 white pawn · f2 white pawn · g2 white pawn · h2 white pawn · a1 white rook · b1 white knight · c1 white bishop · d1 white queen · e1 white rook · g1 white king | 1 |
|   | a | b | c | d | e | f | g | h |   |

|   | a | b | c | d | e | f | g | h |   |
| 8 | a8 black rook · b8 black knight · c8 black bishop · d8 black queen · e8 black king · f8 black bishop · g8 black knight · h8 black rook · a7 black pawn · b7 black pawn · f7 black pawn · g7 black pawn · h7 black pawn · c6 black pawn · e6 black pawn · d5 black pawn · c4 white pawn · d4 white pawn · e4 white pawn · c3 white knight · a2 white pawn · b2 white pawn · f2 white pawn · g2 white pawn · h2 white pawn · a1 white rook · c1 white bishop · d1 white queen · e1 white king · f1 white bishop · g1 white knight · h1 white rook | a8 black rook · b8 black knight · c8 black bishop · d8 black queen · e8 black king · f8 black bishop · g8 black knight · h8 black rook · a7 black pawn · b7 black pawn · f7 black pawn · g7 black pawn · h7 black pawn · c6 black pawn · e6 black pawn · d5 black pawn · c4 white pawn · d4 white pawn · e4 white pawn · c3 white knight · a2 white pawn · b2 white pawn · f2 white pawn · g2 white pawn · h2 white pawn · a1 white rook · c1 white bishop · d1 white queen · e1 white king · f1 white bishop · g1 white knight · h1 white rook | a8 black rook · b8 black knight · c8 black bishop · d8 black queen · e8 black king · f8 black bishop · g8 black knight · h8 black rook · a7 black pawn · b7 black pawn · f7 black pawn · g7 black pawn · h7 black pawn · c6 black pawn · e6 black pawn · d5 black pawn · c4 white pawn · d4 white pawn · e4 white pawn · c3 white knight · a2 white pawn · b2 white pawn · f2 white pawn · g2 white pawn · h2 white pawn · a1 white rook · c1 white bishop · d1 white queen · e1 white king · f1 white bishop · g1 white knight · h1 white rook | a8 black rook · b8 black knight · c8 black bishop · d8 black queen · e8 black king · f8 black bishop · g8 black knight · h8 black rook · a7 black pawn · b7 black pawn · f7 black pawn · g7 black pawn · h7 black pawn · c6 black pawn · e6 black pawn · d5 black pawn · c4 white pawn · d4 white pawn · e4 white pawn · c3 white knight · a2 white pawn · b2 white pawn · f2 white pawn · g2 white pawn · h2 white pawn · a1 white rook · c1 white bishop · d1 white queen · e1 white king · f1 white bishop · g1 white knight · h1 white rook | a8 black rook · b8 black knight · c8 black bishop · d8 black queen · e8 black king · f8 black bishop · g8 black knight · h8 black rook · a7 black pawn · b7 black pawn · f7 black pawn · g7 black pawn · h7 black pawn · c6 black pawn · e6 black pawn · d5 black pawn · c4 white pawn · d4 white pawn · e4 white pawn · c3 white knight · a2 white pawn · b2 white pawn · f2 white pawn · g2 white pawn · h2 white pawn · a1 white rook · c1 white bishop · d1 white queen · e1 white king · f1 white bishop · g1 white knight · h1 white rook | a8 black rook · b8 black knight · c8 black bishop · d8 black queen · e8 black king · f8 black bishop · g8 black knight · h8 black rook · a7 black pawn · b7 black pawn · f7 black pawn · g7 black pawn · h7 black pawn · c6 black pawn · e6 black pawn · d5 black pawn · c4 white pawn · d4 white pawn · e4 white pawn · c3 white knight · a2 white pawn · b2 white pawn · f2 white pawn · g2 white pawn · h2 white pawn · a1 white rook · c1 white bishop · d1 white queen · e1 white king · f1 white bishop · g1 white knight · h1 white rook | a8 black rook · b8 black knight · c8 black bishop · d8 black queen · e8 black king · f8 black bishop · g8 black knight · h8 black rook · a7 black pawn · b7 black pawn · f7 black pawn · g7 black pawn · h7 black pawn · c6 black pawn · e6 black pawn · d5 black pawn · c4 white pawn · d4 white pawn · e4 white pawn · c3 white knight · a2 white pawn · b2 white pawn · f2 white pawn · g2 white pawn · h2 white pawn · a1 white rook · c1 white bishop · d1 white queen · e1 white king · f1 white bishop · g1 white knight · h1 white rook | a8 black rook · b8 black knight · c8 black bishop · d8 black queen · e8 black king · f8 black bishop · g8 black knight · h8 black rook · a7 black pawn · b7 black pawn · f7 black pawn · g7 black pawn · h7 black pawn · c6 black pawn · e6 black pawn · d5 black pawn · c4 white pawn · d4 white pawn · e4 white pawn · c3 white knight · a2 white pawn · b2 white pawn · f2 white pawn · g2 white pawn · h2 white pawn · a1 white rook · c1 white bishop · d1 white queen · e1 white king · f1 white bishop · g1 white knight · h1 white rook | 8 |
| 7 | a8 black rook · b8 black knight · c8 black bishop · d8 black queen · e8 black king · f8 black bishop · g8 black knight · h8 black rook · a7 black pawn · b7 black pawn · f7 black pawn · g7 black pawn · h7 black pawn · c6 black pawn · e6 black pawn · d5 black pawn · c4 white pawn · d4 white pawn · e4 white pawn · c3 white knight · a2 white pawn · b2 white pawn · f2 white pawn · g2 white pawn · h2 white pawn · a1 white rook · c1 white bishop · d1 white queen · e1 white king · f1 white bishop · g1 white knight · h1 white rook | a8 black rook · b8 black knight · c8 black bishop · d8 black queen · e8 black king · f8 black bishop · g8 black knight · h8 black rook · a7 black pawn · b7 black pawn · f7 black pawn · g7 black pawn · h7 black pawn · c6 black pawn · e6 black pawn · d5 black pawn · c4 white pawn · d4 white pawn · e4 white pawn · c3 white knight · a2 white pawn · b2 white pawn · f2 white pawn · g2 white pawn · h2 white pawn · a1 white rook · c1 white bishop · d1 white queen · e1 white king · f1 white bishop · g1 white knight · h1 white rook | a8 black rook · b8 black knight · c8 black bishop · d8 black queen · e8 black king · f8 black bishop · g8 black knight · h8 black rook · a7 black pawn · b7 black pawn · f7 black pawn · g7 black pawn · h7 black pawn · c6 black pawn · e6 black pawn · d5 black pawn · c4 white pawn · d4 white pawn · e4 white pawn · c3 white knight · a2 white pawn · b2 white pawn · f2 white pawn · g2 white pawn · h2 white pawn · a1 white rook · c1 white bishop · d1 white queen · e1 white king · f1 white bishop · g1 white knight · h1 white rook | a8 black rook · b8 black knight · c8 black bishop · d8 black queen · e8 black king · f8 black bishop · g8 black knight · h8 black rook · a7 black pawn · b7 black pawn · f7 black pawn · g7 black pawn · h7 black pawn · c6 black pawn · e6 black pawn · d5 black pawn · c4 white pawn · d4 white pawn · e4 white pawn · c3 white knight · a2 white pawn · b2 white pawn · f2 white pawn · g2 white pawn · h2 white pawn · a1 white rook · c1 white bishop · d1 white queen · e1 white king · f1 white bishop · g1 white knight · h1 white rook | a8 black rook · b8 black knight · c8 black bishop · d8 black queen · e8 black king · f8 black bishop · g8 black knight · h8 black rook · a7 black pawn · b7 black pawn · f7 black pawn · g7 black pawn · h7 black pawn · c6 black pawn · e6 black pawn · d5 black pawn · c4 white pawn · d4 white pawn · e4 white pawn · c3 white knight · a2 white pawn · b2 white pawn · f2 white pawn · g2 white pawn · h2 white pawn · a1 white rook · c1 white bishop · d1 white queen · e1 white king · f1 white bishop · g1 white knight · h1 white rook | a8 black rook · b8 black knight · c8 black bishop · d8 black queen · e8 black king · f8 black bishop · g8 black knight · h8 black rook · a7 black pawn · b7 black pawn · f7 black pawn · g7 black pawn · h7 black pawn · c6 black pawn · e6 black pawn · d5 black pawn · c4 white pawn · d4 white pawn · e4 white pawn · c3 white knight · a2 white pawn · b2 white pawn · f2 white pawn · g2 white pawn · h2 white pawn · a1 white rook · c1 white bishop · d1 white queen · e1 white king · f1 white bishop · g1 white knight · h1 white rook | a8 black rook · b8 black knight · c8 black bishop · d8 black queen · e8 black king · f8 black bishop · g8 black knight · h8 black rook · a7 black pawn · b7 black pawn · f7 black pawn · g7 black pawn · h7 black pawn · c6 black pawn · e6 black pawn · d5 black pawn · c4 white pawn · d4 white pawn · e4 white pawn · c3 white knight · a2 white pawn · b2 white pawn · f2 white pawn · g2 white pawn · h2 white pawn · a1 white rook · c1 white bishop · d1 white queen · e1 white king · f1 white bishop · g1 white knight · h1 white rook | a8 black rook · b8 black knight · c8 black bishop · d8 black queen · e8 black king · f8 black bishop · g8 black knight · h8 black rook · a7 black pawn · b7 black pawn · f7 black pawn · g7 black pawn · h7 black pawn · c6 black pawn · e6 black pawn · d5 black pawn · c4 white pawn · d4 white pawn · e4 white pawn · c3 white knight · a2 white pawn · b2 white pawn · f2 white pawn · g2 white pawn · h2 white pawn · a1 white rook · c1 white bishop · d1 white queen · e1 white king · f1 white bishop · g1 white knight · h1 white rook | 7 |
| 6 | a8 black rook · b8 black knight · c8 black bishop · d8 black queen · e8 black king · f8 black bishop · g8 black knight · h8 black rook · a7 black pawn · b7 black pawn · f7 black pawn · g7 black pawn · h7 black pawn · c6 black pawn · e6 black pawn · d5 black pawn · c4 white pawn · d4 white pawn · e4 white pawn · c3 white knight · a2 white pawn · b2 white pawn · f2 white pawn · g2 white pawn · h2 white pawn · a1 white rook · c1 white bishop · d1 white queen · e1 white king · f1 white bishop · g1 white knight · h1 white rook | a8 black rook · b8 black knight · c8 black bishop · d8 black queen · e8 black king · f8 black bishop · g8 black knight · h8 black rook · a7 black pawn · b7 black pawn · f7 black pawn · g7 black pawn · h7 black pawn · c6 black pawn · e6 black pawn · d5 black pawn · c4 white pawn · d4 white pawn · e4 white pawn · c3 white knight · a2 white pawn · b2 white pawn · f2 white pawn · g2 white pawn · h2 white pawn · a1 white rook · c1 white bishop · d1 white queen · e1 white king · f1 white bishop · g1 white knight · h1 white rook | a8 black rook · b8 black knight · c8 black bishop · d8 black queen · e8 black king · f8 black bishop · g8 black knight · h8 black rook · a7 black pawn · b7 black pawn · f7 black pawn · g7 black pawn · h7 black pawn · c6 black pawn · e6 black pawn · d5 black pawn · c4 white pawn · d4 white pawn · e4 white pawn · c3 white knight · a2 white pawn · b2 white pawn · f2 white pawn · g2 white pawn · h2 white pawn · a1 white rook · c1 white bishop · d1 white queen · e1 white king · f1 white bishop · g1 white knight · h1 white rook | a8 black rook · b8 black knight · c8 black bishop · d8 black queen · e8 black king · f8 black bishop · g8 black knight · h8 black rook · a7 black pawn · b7 black pawn · f7 black pawn · g7 black pawn · h7 black pawn · c6 black pawn · e6 black pawn · d5 black pawn · c4 white pawn · d4 white pawn · e4 white pawn · c3 white knight · a2 white pawn · b2 white pawn · f2 white pawn · g2 white pawn · h2 white pawn · a1 white rook · c1 white bishop · d1 white queen · e1 white king · f1 white bishop · g1 white knight · h1 white rook | a8 black rook · b8 black knight · c8 black bishop · d8 black queen · e8 black king · f8 black bishop · g8 black knight · h8 black rook · a7 black pawn · b7 black pawn · f7 black pawn · g7 black pawn · h7 black pawn · c6 black pawn · e6 black pawn · d5 black pawn · c4 white pawn · d4 white pawn · e4 white pawn · c3 white knight · a2 white pawn · b2 white pawn · f2 white pawn · g2 white pawn · h2 white pawn · a1 white rook · c1 white bishop · d1 white queen · e1 white king · f1 white bishop · g1 white knight · h1 white rook | a8 black rook · b8 black knight · c8 black bishop · d8 black queen · e8 black king · f8 black bishop · g8 black knight · h8 black rook · a7 black pawn · b7 black pawn · f7 black pawn · g7 black pawn · h7 black pawn · c6 black pawn · e6 black pawn · d5 black pawn · c4 white pawn · d4 white pawn · e4 white pawn · c3 white knight · a2 white pawn · b2 white pawn · f2 white pawn · g2 white pawn · h2 white pawn · a1 white rook · c1 white bishop · d1 white queen · e1 white king · f1 white bishop · g1 white knight · h1 white rook | a8 black rook · b8 black knight · c8 black bishop · d8 black queen · e8 black king · f8 black bishop · g8 black knight · h8 black rook · a7 black pawn · b7 black pawn · f7 black pawn · g7 black pawn · h7 black pawn · c6 black pawn · e6 black pawn · d5 black pawn · c4 white pawn · d4 white pawn · e4 white pawn · c3 white knight · a2 white pawn · b2 white pawn · f2 white pawn · g2 white pawn · h2 white pawn · a1 white rook · c1 white bishop · d1 white queen · e1 white king · f1 white bishop · g1 white knight · h1 white rook | a8 black rook · b8 black knight · c8 black bishop · d8 black queen · e8 black king · f8 black bishop · g8 black knight · h8 black rook · a7 black pawn · b7 black pawn · f7 black pawn · g7 black pawn · h7 black pawn · c6 black pawn · e6 black pawn · d5 black pawn · c4 white pawn · d4 white pawn · e4 white pawn · c3 white knight · a2 white pawn · b2 white pawn · f2 white pawn · g2 white pawn · h2 white pawn · a1 white rook · c1 white bishop · d1 white queen · e1 white king · f1 white bishop · g1 white knight · h1 white rook | 6 |
| 5 | a8 black rook · b8 black knight · c8 black bishop · d8 black queen · e8 black king · f8 black bishop · g8 black knight · h8 black rook · a7 black pawn · b7 black pawn · f7 black pawn · g7 black pawn · h7 black pawn · c6 black pawn · e6 black pawn · d5 black pawn · c4 white pawn · d4 white pawn · e4 white pawn · c3 white knight · a2 white pawn · b2 white pawn · f2 white pawn · g2 white pawn · h2 white pawn · a1 white rook · c1 white bishop · d1 white queen · e1 white king · f1 white bishop · g1 white knight · h1 white rook | a8 black rook · b8 black knight · c8 black bishop · d8 black queen · e8 black king · f8 black bishop · g8 black knight · h8 black rook · a7 black pawn · b7 black pawn · f7 black pawn · g7 black pawn · h7 black pawn · c6 black pawn · e6 black pawn · d5 black pawn · c4 white pawn · d4 white pawn · e4 white pawn · c3 white knight · a2 white pawn · b2 white pawn · f2 white pawn · g2 white pawn · h2 white pawn · a1 white rook · c1 white bishop · d1 white queen · e1 white king · f1 white bishop · g1 white knight · h1 white rook | a8 black rook · b8 black knight · c8 black bishop · d8 black queen · e8 black king · f8 black bishop · g8 black knight · h8 black rook · a7 black pawn · b7 black pawn · f7 black pawn · g7 black pawn · h7 black pawn · c6 black pawn · e6 black pawn · d5 black pawn · c4 white pawn · d4 white pawn · e4 white pawn · c3 white knight · a2 white pawn · b2 white pawn · f2 white pawn · g2 white pawn · h2 white pawn · a1 white rook · c1 white bishop · d1 white queen · e1 white king · f1 white bishop · g1 white knight · h1 white rook | a8 black rook · b8 black knight · c8 black bishop · d8 black queen · e8 black king · f8 black bishop · g8 black knight · h8 black rook · a7 black pawn · b7 black pawn · f7 black pawn · g7 black pawn · h7 black pawn · c6 black pawn · e6 black pawn · d5 black pawn · c4 white pawn · d4 white pawn · e4 white pawn · c3 white knight · a2 white pawn · b2 white pawn · f2 white pawn · g2 white pawn · h2 white pawn · a1 white rook · c1 white bishop · d1 white queen · e1 white king · f1 white bishop · g1 white knight · h1 white rook | a8 black rook · b8 black knight · c8 black bishop · d8 black queen · e8 black king · f8 black bishop · g8 black knight · h8 black rook · a7 black pawn · b7 black pawn · f7 black pawn · g7 black pawn · h7 black pawn · c6 black pawn · e6 black pawn · d5 black pawn · c4 white pawn · d4 white pawn · e4 white pawn · c3 white knight · a2 white pawn · b2 white pawn · f2 white pawn · g2 white pawn · h2 white pawn · a1 white rook · c1 white bishop · d1 white queen · e1 white king · f1 white bishop · g1 white knight · h1 white rook | a8 black rook · b8 black knight · c8 black bishop · d8 black queen · e8 black king · f8 black bishop · g8 black knight · h8 black rook · a7 black pawn · b7 black pawn · f7 black pawn · g7 black pawn · h7 black pawn · c6 black pawn · e6 black pawn · d5 black pawn · c4 white pawn · d4 white pawn · e4 white pawn · c3 white knight · a2 white pawn · b2 white pawn · f2 white pawn · g2 white pawn · h2 white pawn · a1 white rook · c1 white bishop · d1 white queen · e1 white king · f1 white bishop · g1 white knight · h1 white rook | a8 black rook · b8 black knight · c8 black bishop · d8 black queen · e8 black king · f8 black bishop · g8 black knight · h8 black rook · a7 black pawn · b7 black pawn · f7 black pawn · g7 black pawn · h7 black pawn · c6 black pawn · e6 black pawn · d5 black pawn · c4 white pawn · d4 white pawn · e4 white pawn · c3 white knight · a2 white pawn · b2 white pawn · f2 white pawn · g2 white pawn · h2 white pawn · a1 white rook · c1 white bishop · d1 white queen · e1 white king · f1 white bishop · g1 white knight · h1 white rook | a8 black rook · b8 black knight · c8 black bishop · d8 black queen · e8 black king · f8 black bishop · g8 black knight · h8 black rook · a7 black pawn · b7 black pawn · f7 black pawn · g7 black pawn · h7 black pawn · c6 black pawn · e6 black pawn · d5 black pawn · c4 white pawn · d4 white pawn · e4 white pawn · c3 white knight · a2 white pawn · b2 white pawn · f2 white pawn · g2 white pawn · h2 white pawn · a1 white rook · c1 white bishop · d1 white queen · e1 white king · f1 white bishop · g1 white knight · h1 white rook | 5 |
| 4 | a8 black rook · b8 black knight · c8 black bishop · d8 black queen · e8 black king · f8 black bishop · g8 black knight · h8 black rook · a7 black pawn · b7 black pawn · f7 black pawn · g7 black pawn · h7 black pawn · c6 black pawn · e6 black pawn · d5 black pawn · c4 white pawn · d4 white pawn · e4 white pawn · c3 white knight · a2 white pawn · b2 white pawn · f2 white pawn · g2 white pawn · h2 white pawn · a1 white rook · c1 white bishop · d1 white queen · e1 white king · f1 white bishop · g1 white knight · h1 white rook | a8 black rook · b8 black knight · c8 black bishop · d8 black queen · e8 black king · f8 black bishop · g8 black knight · h8 black rook · a7 black pawn · b7 black pawn · f7 black pawn · g7 black pawn · h7 black pawn · c6 black pawn · e6 black pawn · d5 black pawn · c4 white pawn · d4 white pawn · e4 white pawn · c3 white knight · a2 white pawn · b2 white pawn · f2 white pawn · g2 white pawn · h2 white pawn · a1 white rook · c1 white bishop · d1 white queen · e1 white king · f1 white bishop · g1 white knight · h1 white rook | a8 black rook · b8 black knight · c8 black bishop · d8 black queen · e8 black king · f8 black bishop · g8 black knight · h8 black rook · a7 black pawn · b7 black pawn · f7 black pawn · g7 black pawn · h7 black pawn · c6 black pawn · e6 black pawn · d5 black pawn · c4 white pawn · d4 white pawn · e4 white pawn · c3 white knight · a2 white pawn · b2 white pawn · f2 white pawn · g2 white pawn · h2 white pawn · a1 white rook · c1 white bishop · d1 white queen · e1 white king · f1 white bishop · g1 white knight · h1 white rook | a8 black rook · b8 black knight · c8 black bishop · d8 black queen · e8 black king · f8 black bishop · g8 black knight · h8 black rook · a7 black pawn · b7 black pawn · f7 black pawn · g7 black pawn · h7 black pawn · c6 black pawn · e6 black pawn · d5 black pawn · c4 white pawn · d4 white pawn · e4 white pawn · c3 white knight · a2 white pawn · b2 white pawn · f2 white pawn · g2 white pawn · h2 white pawn · a1 white rook · c1 white bishop · d1 white queen · e1 white king · f1 white bishop · g1 white knight · h1 white rook | a8 black rook · b8 black knight · c8 black bishop · d8 black queen · e8 black king · f8 black bishop · g8 black knight · h8 black rook · a7 black pawn · b7 black pawn · f7 black pawn · g7 black pawn · h7 black pawn · c6 black pawn · e6 black pawn · d5 black pawn · c4 white pawn · d4 white pawn · e4 white pawn · c3 white knight · a2 white pawn · b2 white pawn · f2 white pawn · g2 white pawn · h2 white pawn · a1 white rook · c1 white bishop · d1 white queen · e1 white king · f1 white bishop · g1 white knight · h1 white rook | a8 black rook · b8 black knight · c8 black bishop · d8 black queen · e8 black king · f8 black bishop · g8 black knight · h8 black rook · a7 black pawn · b7 black pawn · f7 black pawn · g7 black pawn · h7 black pawn · c6 black pawn · e6 black pawn · d5 black pawn · c4 white pawn · d4 white pawn · e4 white pawn · c3 white knight · a2 white pawn · b2 white pawn · f2 white pawn · g2 white pawn · h2 white pawn · a1 white rook · c1 white bishop · d1 white queen · e1 white king · f1 white bishop · g1 white knight · h1 white rook | a8 black rook · b8 black knight · c8 black bishop · d8 black queen · e8 black king · f8 black bishop · g8 black knight · h8 black rook · a7 black pawn · b7 black pawn · f7 black pawn · g7 black pawn · h7 black pawn · c6 black pawn · e6 black pawn · d5 black pawn · c4 white pawn · d4 white pawn · e4 white pawn · c3 white knight · a2 white pawn · b2 white pawn · f2 white pawn · g2 white pawn · h2 white pawn · a1 white rook · c1 white bishop · d1 white queen · e1 white king · f1 white bishop · g1 white knight · h1 white rook | a8 black rook · b8 black knight · c8 black bishop · d8 black queen · e8 black king · f8 black bishop · g8 black knight · h8 black rook · a7 black pawn · b7 black pawn · f7 black pawn · g7 black pawn · h7 black pawn · c6 black pawn · e6 black pawn · d5 black pawn · c4 white pawn · d4 white pawn · e4 white pawn · c3 white knight · a2 white pawn · b2 white pawn · f2 white pawn · g2 white pawn · h2 white pawn · a1 white rook · c1 white bishop · d1 white queen · e1 white king · f1 white bishop · g1 white knight · h1 white rook | 4 |
| 3 | a8 black rook · b8 black knight · c8 black bishop · d8 black queen · e8 black king · f8 black bishop · g8 black knight · h8 black rook · a7 black pawn · b7 black pawn · f7 black pawn · g7 black pawn · h7 black pawn · c6 black pawn · e6 black pawn · d5 black pawn · c4 white pawn · d4 white pawn · e4 white pawn · c3 white knight · a2 white pawn · b2 white pawn · f2 white pawn · g2 white pawn · h2 white pawn · a1 white rook · c1 white bishop · d1 white queen · e1 white king · f1 white bishop · g1 white knight · h1 white rook | a8 black rook · b8 black knight · c8 black bishop · d8 black queen · e8 black king · f8 black bishop · g8 black knight · h8 black rook · a7 black pawn · b7 black pawn · f7 black pawn · g7 black pawn · h7 black pawn · c6 black pawn · e6 black pawn · d5 black pawn · c4 white pawn · d4 white pawn · e4 white pawn · c3 white knight · a2 white pawn · b2 white pawn · f2 white pawn · g2 white pawn · h2 white pawn · a1 white rook · c1 white bishop · d1 white queen · e1 white king · f1 white bishop · g1 white knight · h1 white rook | a8 black rook · b8 black knight · c8 black bishop · d8 black queen · e8 black king · f8 black bishop · g8 black knight · h8 black rook · a7 black pawn · b7 black pawn · f7 black pawn · g7 black pawn · h7 black pawn · c6 black pawn · e6 black pawn · d5 black pawn · c4 white pawn · d4 white pawn · e4 white pawn · c3 white knight · a2 white pawn · b2 white pawn · f2 white pawn · g2 white pawn · h2 white pawn · a1 white rook · c1 white bishop · d1 white queen · e1 white king · f1 white bishop · g1 white knight · h1 white rook | a8 black rook · b8 black knight · c8 black bishop · d8 black queen · e8 black king · f8 black bishop · g8 black knight · h8 black rook · a7 black pawn · b7 black pawn · f7 black pawn · g7 black pawn · h7 black pawn · c6 black pawn · e6 black pawn · d5 black pawn · c4 white pawn · d4 white pawn · e4 white pawn · c3 white knight · a2 white pawn · b2 white pawn · f2 white pawn · g2 white pawn · h2 white pawn · a1 white rook · c1 white bishop · d1 white queen · e1 white king · f1 white bishop · g1 white knight · h1 white rook | a8 black rook · b8 black knight · c8 black bishop · d8 black queen · e8 black king · f8 black bishop · g8 black knight · h8 black rook · a7 black pawn · b7 black pawn · f7 black pawn · g7 black pawn · h7 black pawn · c6 black pawn · e6 black pawn · d5 black pawn · c4 white pawn · d4 white pawn · e4 white pawn · c3 white knight · a2 white pawn · b2 white pawn · f2 white pawn · g2 white pawn · h2 white pawn · a1 white rook · c1 white bishop · d1 white queen · e1 white king · f1 white bishop · g1 white knight · h1 white rook | a8 black rook · b8 black knight · c8 black bishop · d8 black queen · e8 black king · f8 black bishop · g8 black knight · h8 black rook · a7 black pawn · b7 black pawn · f7 black pawn · g7 black pawn · h7 black pawn · c6 black pawn · e6 black pawn · d5 black pawn · c4 white pawn · d4 white pawn · e4 white pawn · c3 white knight · a2 white pawn · b2 white pawn · f2 white pawn · g2 white pawn · h2 white pawn · a1 white rook · c1 white bishop · d1 white queen · e1 white king · f1 white bishop · g1 white knight · h1 white rook | a8 black rook · b8 black knight · c8 black bishop · d8 black queen · e8 black king · f8 black bishop · g8 black knight · h8 black rook · a7 black pawn · b7 black pawn · f7 black pawn · g7 black pawn · h7 black pawn · c6 black pawn · e6 black pawn · d5 black pawn · c4 white pawn · d4 white pawn · e4 white pawn · c3 white knight · a2 white pawn · b2 white pawn · f2 white pawn · g2 white pawn · h2 white pawn · a1 white rook · c1 white bishop · d1 white queen · e1 white king · f1 white bishop · g1 white knight · h1 white rook | a8 black rook · b8 black knight · c8 black bishop · d8 black queen · e8 black king · f8 black bishop · g8 black knight · h8 black rook · a7 black pawn · b7 black pawn · f7 black pawn · g7 black pawn · h7 black pawn · c6 black pawn · e6 black pawn · d5 black pawn · c4 white pawn · d4 white pawn · e4 white pawn · c3 white knight · a2 white pawn · b2 white pawn · f2 white pawn · g2 white pawn · h2 white pawn · a1 white rook · c1 white bishop · d1 white queen · e1 white king · f1 white bishop · g1 white knight · h1 white rook | 3 |
| 2 | a8 black rook · b8 black knight · c8 black bishop · d8 black queen · e8 black king · f8 black bishop · g8 black knight · h8 black rook · a7 black pawn · b7 black pawn · f7 black pawn · g7 black pawn · h7 black pawn · c6 black pawn · e6 black pawn · d5 black pawn · c4 white pawn · d4 white pawn · e4 white pawn · c3 white knight · a2 white pawn · b2 white pawn · f2 white pawn · g2 white pawn · h2 white pawn · a1 white rook · c1 white bishop · d1 white queen · e1 white king · f1 white bishop · g1 white knight · h1 white rook | a8 black rook · b8 black knight · c8 black bishop · d8 black queen · e8 black king · f8 black bishop · g8 black knight · h8 black rook · a7 black pawn · b7 black pawn · f7 black pawn · g7 black pawn · h7 black pawn · c6 black pawn · e6 black pawn · d5 black pawn · c4 white pawn · d4 white pawn · e4 white pawn · c3 white knight · a2 white pawn · b2 white pawn · f2 white pawn · g2 white pawn · h2 white pawn · a1 white rook · c1 white bishop · d1 white queen · e1 white king · f1 white bishop · g1 white knight · h1 white rook | a8 black rook · b8 black knight · c8 black bishop · d8 black queen · e8 black king · f8 black bishop · g8 black knight · h8 black rook · a7 black pawn · b7 black pawn · f7 black pawn · g7 black pawn · h7 black pawn · c6 black pawn · e6 black pawn · d5 black pawn · c4 white pawn · d4 white pawn · e4 white pawn · c3 white knight · a2 white pawn · b2 white pawn · f2 white pawn · g2 white pawn · h2 white pawn · a1 white rook · c1 white bishop · d1 white queen · e1 white king · f1 white bishop · g1 white knight · h1 white rook | a8 black rook · b8 black knight · c8 black bishop · d8 black queen · e8 black king · f8 black bishop · g8 black knight · h8 black rook · a7 black pawn · b7 black pawn · f7 black pawn · g7 black pawn · h7 black pawn · c6 black pawn · e6 black pawn · d5 black pawn · c4 white pawn · d4 white pawn · e4 white pawn · c3 white knight · a2 white pawn · b2 white pawn · f2 white pawn · g2 white pawn · h2 white pawn · a1 white rook · c1 white bishop · d1 white queen · e1 white king · f1 white bishop · g1 white knight · h1 white rook | a8 black rook · b8 black knight · c8 black bishop · d8 black queen · e8 black king · f8 black bishop · g8 black knight · h8 black rook · a7 black pawn · b7 black pawn · f7 black pawn · g7 black pawn · h7 black pawn · c6 black pawn · e6 black pawn · d5 black pawn · c4 white pawn · d4 white pawn · e4 white pawn · c3 white knight · a2 white pawn · b2 white pawn · f2 white pawn · g2 white pawn · h2 white pawn · a1 white rook · c1 white bishop · d1 white queen · e1 white king · f1 white bishop · g1 white knight · h1 white rook | a8 black rook · b8 black knight · c8 black bishop · d8 black queen · e8 black king · f8 black bishop · g8 black knight · h8 black rook · a7 black pawn · b7 black pawn · f7 black pawn · g7 black pawn · h7 black pawn · c6 black pawn · e6 black pawn · d5 black pawn · c4 white pawn · d4 white pawn · e4 white pawn · c3 white knight · a2 white pawn · b2 white pawn · f2 white pawn · g2 white pawn · h2 white pawn · a1 white rook · c1 white bishop · d1 white queen · e1 white king · f1 white bishop · g1 white knight · h1 white rook | a8 black rook · b8 black knight · c8 black bishop · d8 black queen · e8 black king · f8 black bishop · g8 black knight · h8 black rook · a7 black pawn · b7 black pawn · f7 black pawn · g7 black pawn · h7 black pawn · c6 black pawn · e6 black pawn · d5 black pawn · c4 white pawn · d4 white pawn · e4 white pawn · c3 white knight · a2 white pawn · b2 white pawn · f2 white pawn · g2 white pawn · h2 white pawn · a1 white rook · c1 white bishop · d1 white queen · e1 white king · f1 white bishop · g1 white knight · h1 white rook | a8 black rook · b8 black knight · c8 black bishop · d8 black queen · e8 black king · f8 black bishop · g8 black knight · h8 black rook · a7 black pawn · b7 black pawn · f7 black pawn · g7 black pawn · h7 black pawn · c6 black pawn · e6 black pawn · d5 black pawn · c4 white pawn · d4 white pawn · e4 white pawn · c3 white knight · a2 white pawn · b2 white pawn · f2 white pawn · g2 white pawn · h2 white pawn · a1 white rook · c1 white bishop · d1 white queen · e1 white king · f1 white bishop · g1 white knight · h1 white rook | 2 |
| 1 | a8 black rook · b8 black knight · c8 black bishop · d8 black queen · e8 black king · f8 black bishop · g8 black knight · h8 black rook · a7 black pawn · b7 black pawn · f7 black pawn · g7 black pawn · h7 black pawn · c6 black pawn · e6 black pawn · d5 black pawn · c4 white pawn · d4 white pawn · e4 white pawn · c3 white knight · a2 white pawn · b2 white pawn · f2 white pawn · g2 white pawn · h2 white pawn · a1 white rook · c1 white bishop · d1 white queen · e1 white king · f1 white bishop · g1 white knight · h1 white rook | a8 black rook · b8 black knight · c8 black bishop · d8 black queen · e8 black king · f8 black bishop · g8 black knight · h8 black rook · a7 black pawn · b7 black pawn · f7 black pawn · g7 black pawn · h7 black pawn · c6 black pawn · e6 black pawn · d5 black pawn · c4 white pawn · d4 white pawn · e4 white pawn · c3 white knight · a2 white pawn · b2 white pawn · f2 white pawn · g2 white pawn · h2 white pawn · a1 white rook · c1 white bishop · d1 white queen · e1 white king · f1 white bishop · g1 white knight · h1 white rook | a8 black rook · b8 black knight · c8 black bishop · d8 black queen · e8 black king · f8 black bishop · g8 black knight · h8 black rook · a7 black pawn · b7 black pawn · f7 black pawn · g7 black pawn · h7 black pawn · c6 black pawn · e6 black pawn · d5 black pawn · c4 white pawn · d4 white pawn · e4 white pawn · c3 white knight · a2 white pawn · b2 white pawn · f2 white pawn · g2 white pawn · h2 white pawn · a1 white rook · c1 white bishop · d1 white queen · e1 white king · f1 white bishop · g1 white knight · h1 white rook | a8 black rook · b8 black knight · c8 black bishop · d8 black queen · e8 black king · f8 black bishop · g8 black knight · h8 black rook · a7 black pawn · b7 black pawn · f7 black pawn · g7 black pawn · h7 black pawn · c6 black pawn · e6 black pawn · d5 black pawn · c4 white pawn · d4 white pawn · e4 white pawn · c3 white knight · a2 white pawn · b2 white pawn · f2 white pawn · g2 white pawn · h2 white pawn · a1 white rook · c1 white bishop · d1 white queen · e1 white king · f1 white bishop · g1 white knight · h1 white rook | a8 black rook · b8 black knight · c8 black bishop · d8 black queen · e8 black king · f8 black bishop · g8 black knight · h8 black rook · a7 black pawn · b7 black pawn · f7 black pawn · g7 black pawn · h7 black pawn · c6 black pawn · e6 black pawn · d5 black pawn · c4 white pawn · d4 white pawn · e4 white pawn · c3 white knight · a2 white pawn · b2 white pawn · f2 white pawn · g2 white pawn · h2 white pawn · a1 white rook · c1 white bishop · d1 white queen · e1 white king · f1 white bishop · g1 white knight · h1 white rook | a8 black rook · b8 black knight · c8 black bishop · d8 black queen · e8 black king · f8 black bishop · g8 black knight · h8 black rook · a7 black pawn · b7 black pawn · f7 black pawn · g7 black pawn · h7 black pawn · c6 black pawn · e6 black pawn · d5 black pawn · c4 white pawn · d4 white pawn · e4 white pawn · c3 white knight · a2 white pawn · b2 white pawn · f2 white pawn · g2 white pawn · h2 white pawn · a1 white rook · c1 white bishop · d1 white queen · e1 white king · f1 white bishop · g1 white knight · h1 white rook | a8 black rook · b8 black knight · c8 black bishop · d8 black queen · e8 black king · f8 black bishop · g8 black knight · h8 black rook · a7 black pawn · b7 black pawn · f7 black pawn · g7 black pawn · h7 black pawn · c6 black pawn · e6 black pawn · d5 black pawn · c4 white pawn · d4 white pawn · e4 white pawn · c3 white knight · a2 white pawn · b2 white pawn · f2 white pawn · g2 white pawn · h2 white pawn · a1 white rook · c1 white bishop · d1 white queen · e1 white king · f1 white bishop · g1 white knight · h1 white rook | a8 black rook · b8 black knight · c8 black bishop · d8 black queen · e8 black king · f8 black bishop · g8 black knight · h8 black rook · a7 black pawn · b7 black pawn · f7 black pawn · g7 black pawn · h7 black pawn · c6 black pawn · e6 black pawn · d5 black pawn · c4 white pawn · d4 white pawn · e4 white pawn · c3 white knight · a2 white pawn · b2 white pawn · f2 white pawn · g2 white pawn · h2 white pawn · a1 white rook · c1 white bishop · d1 white queen · e1 white king · f1 white bishop · g1 white knight · h1 white rook | 1 |
|   | a | b | c | d | e | f | g | h |   |

Умро је 9. новембра 1944. од срчаног напада.

## Шаховска заоставштина
Многа шаховска отварања су названа његовим именом. Постоје две гамбитне варијанте које су теоретски значајне и данас. Маршалов напад, или Маршалов гамбит у Руи Лопез варијанти (1.e4 e5 2.Sf3 Sc6 3.Lb5 a6 4.La4 Sf6 5.O-O Le7 6.Te1 b5 7.Lb3 O-O 8.c3 d5) први пут је званично играо против Капабланке, 1918. иако је Маршал претходно играо у другим партијама још није наишла на општу пажњу. Иако је Капабланка добио ову партију, захваљујући свом типичном дефанзивном генију, Маршалова идеја ипак постаје веома популарна. Црни има добре нападачке шансе. Маршалов напад је веома цењен од врхунских играча у свету укључујући и Гарија Каспарова, који настоји да избегне ову варијанту са „Анти Маршаловим нападом“ играјући 8. а4.
Други значајан гамбит је у Семи-Словенској одбрани која је такође по њему добила име. Семи-Словенски Маршалов гамбит почиње: 1.d4 d5 2.c4 c6 3.Sc3 e6 4.e4!? Сада је главна линија напада 4. ...dex4 5.Sxe4 Lb4+ 6.Ld2 (6.Sc3 чува пешака који сада није непосредно угрожен) Dxd4 7.Lxb4 Dxe4+ 8.Le2 са добром и неизвесном игром.
Маршалов агресиван стил и осећај за фер-плеј учиниле су да су његове партије узбудљивим за гледање. Ако би постојао „Џон Вејн америчког шаха“, онда би то био Френк Маршал.

## Аутор је неколико шаховских књига
- Frank James Marshall - My Fifty Years of Chess,

  - Издавач: Hardinge Simpole (October 2002)

  - Језик: енглески

  -  978-1-84382-053-6

- Frank James Marshall - Marshall's Best Games of Chess,
  - Издавач: Dover Pubns (June 1942)

  -  978-0-486-20604-2

- Frank James Marshall - Chess in an Hour,
  - Издавач: Arco Pub; Revised edition (May 1975)
  - Језик: енглески
  -  978-0-668-03236-0

О њему и његовим партијама писали су и други аутори:
- John S. Hilbert - Young Marshall: The Early Chess Career of Frank James Marshall with Collected Games 1893-1900

Publishing house Moravian Chess (2002)
- Andrew Soltis - Frank Marshall United States Chess Champion Biography with 220 Games

## Укупни скор на турнирима и мечевима
| Маршалова шаховска каријера | Број партија | +   | =   | -   |
| Турнири                     | 1030         | 465 | 340 | 225 |
| Тимски турнири              | 82           | 36  | 33  | 13  |
| Мечеви                      | 297          | 110 | 89  | 98  |
| УКУПНО                      | 1409         | 611 | 462 | 336 |